# Алея Адама Міцкевича (Краків)
Алея Адама Міцкевича (пол. Aleja Adama Mickiewicza) — алея у Кракові між Чарна Весь (пол. Czarna Wieś), тобто дільниця V Кроводжа, і Пясеком (пол. Piasek), тобто дільниця I Старе Місто.
Пролягає з півдня на північ і є однією з вулиць, що утворюють другу кільцеву дорогу Кракова. Її продовження на північ — ал. Юліуша Словацького, на південь ал. Зигмунта Красінського. Алея складається з двох трисмугових вулиць, розділених зеленою смугою. Разом з ал. Зигмунта Красинського та ал. Юліуша Словацького утворюють комунікаційний шлях, відомий як Алеї Трьох Пророків (Aleje Trzech Wieszczów). До 1912 року то були: між вул. Кармелітська (ul.Karmelicka) та вул. Чарновєйська (ul.Czarnowiejska) - вулиця Пьотра Міхалковського (ul.Piotra Michałowskiego), а між вул. Чарновєйська та вул. Вольська (сьогодні вул. Пілсудського) - вулиця Жабя (ul.Żabia).

## Історія
Перед появою алеї тут був земляний вал, а на його західній стороні — бастіон I ½ «На П'яску», об'єкти австрійської Краківської фортеці. Вздовж валу проходив насип окружної залізниці, побудованої у 1887—1888 роках.
У 1905 році місто викупило в армії ділянку валів ліквідованої внутрішньої лінії фортів, яка до 1909 року становила кордон Кракова. Того ж року до складу міста було включено кілька сіл, розташованих на захід від лінії укріплень. У 1911 році кільцеву залізничну колію закрили і вирішили побудувати широкий кільцевий бульвар. Були включені існуючі раніше вулиці Michałowskiego та Żabia, що пролягали вздовж нього.
Була створена алея — широкий, репрезентативний бульвар із двома смугами руху, розділеними зеленою смугою, яка служила пішохідним маршрутом. У 1912 році алея отримала сучасну назву.

## Забудова
Східна сторона, непарні номери: будівлі Краківського університету та між вулицями вул. Кармелицька та вул. Чарновєйська, найстаріші будівлі, доходні кам'яниці.
- ал. Міцкевича 3 — модерністська будівля колишньої Сілезької семінарії (Seminarium Śląski), проєкт Зигмунта Ґавліка та Францішека Мончинського, 1926 рік. Скульптури євангелістів за проектом Ксаверія Дуніковського. Нині це власність Ягеллонського університету та місцеперебування кількох його інститутів та канцлера університету.
- ал. Міцкевича 21 — будівля колишнього Collegium Agronomicum Ягеллонського університету, проєкт Юзефа Саре, 1908 рік. Нині Колегіум Годлевського університету сільського господарства .

На парній західній стороні розташовані будівлі музею, бібліотеки та університету, а також парк. Перія у цілому внесено до реєстру пам'яток у 2020 році.
- ал. Міцкевича 22 — модерністська будівля Ягеллонської бібліотеки (стара), проєкт Вацлава Кжижановського, 1931 рік.
- ал. Міцкевича 24-28 — Університет сільського господарства, факультет тваринництва та біології та головна бібліотека, проєкт Станіслава Ющика та Марти Біньковської, 1960 рік. Скульптура Броніслава Хромого на зеленому полі перед будинком.
- ал. Міцкевича 30 — головний корпус Науково-технологічного університету (AGH), проєкт Славоміра Одживольського та Вацлава Кжижановського, 1921 рік. Факультет геології, геофізики та охорони навколишнього середовища та ректорат.
- ал. Міцкевича (пл. Інвалідів) — Парк Краківський ім. Марека Грехути

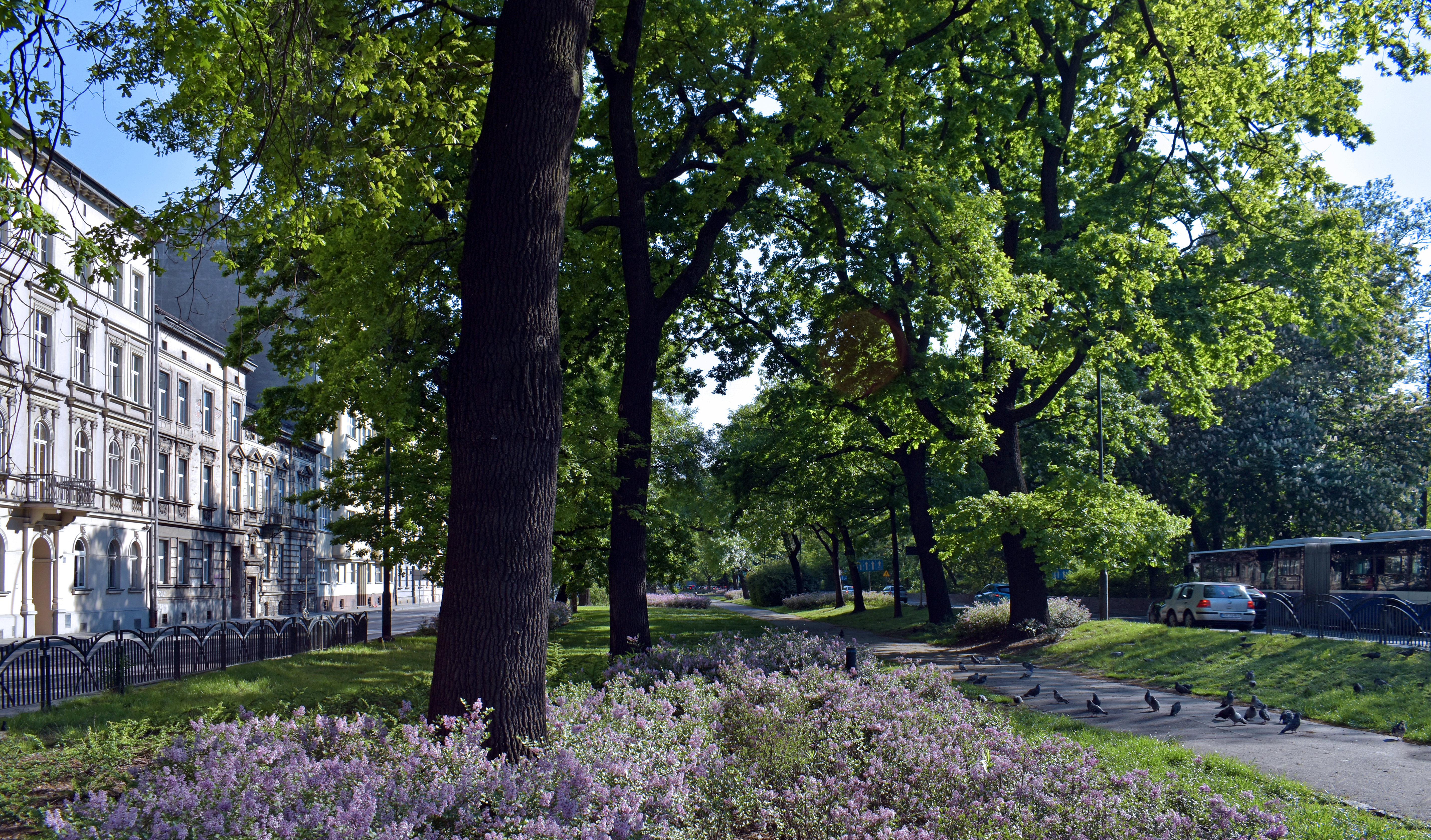
ал. Міцкевича вид з півночі, з вул. Кармелітської З правої сторони Парк Краківський, з лівої доходні кам'яниці.
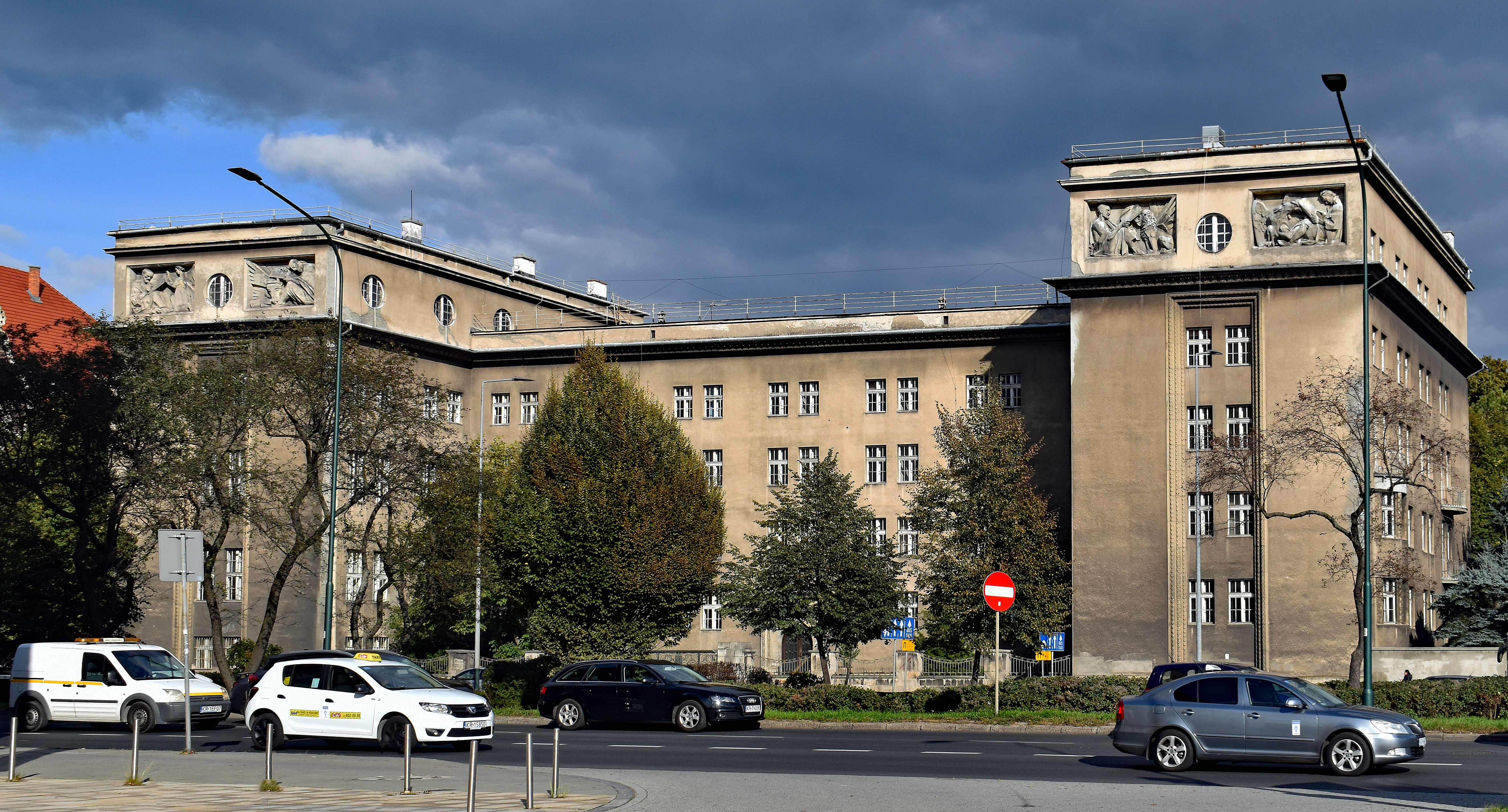
ал. Міцкевича 3 Будинок колишнього Seminarium Śląskiego.
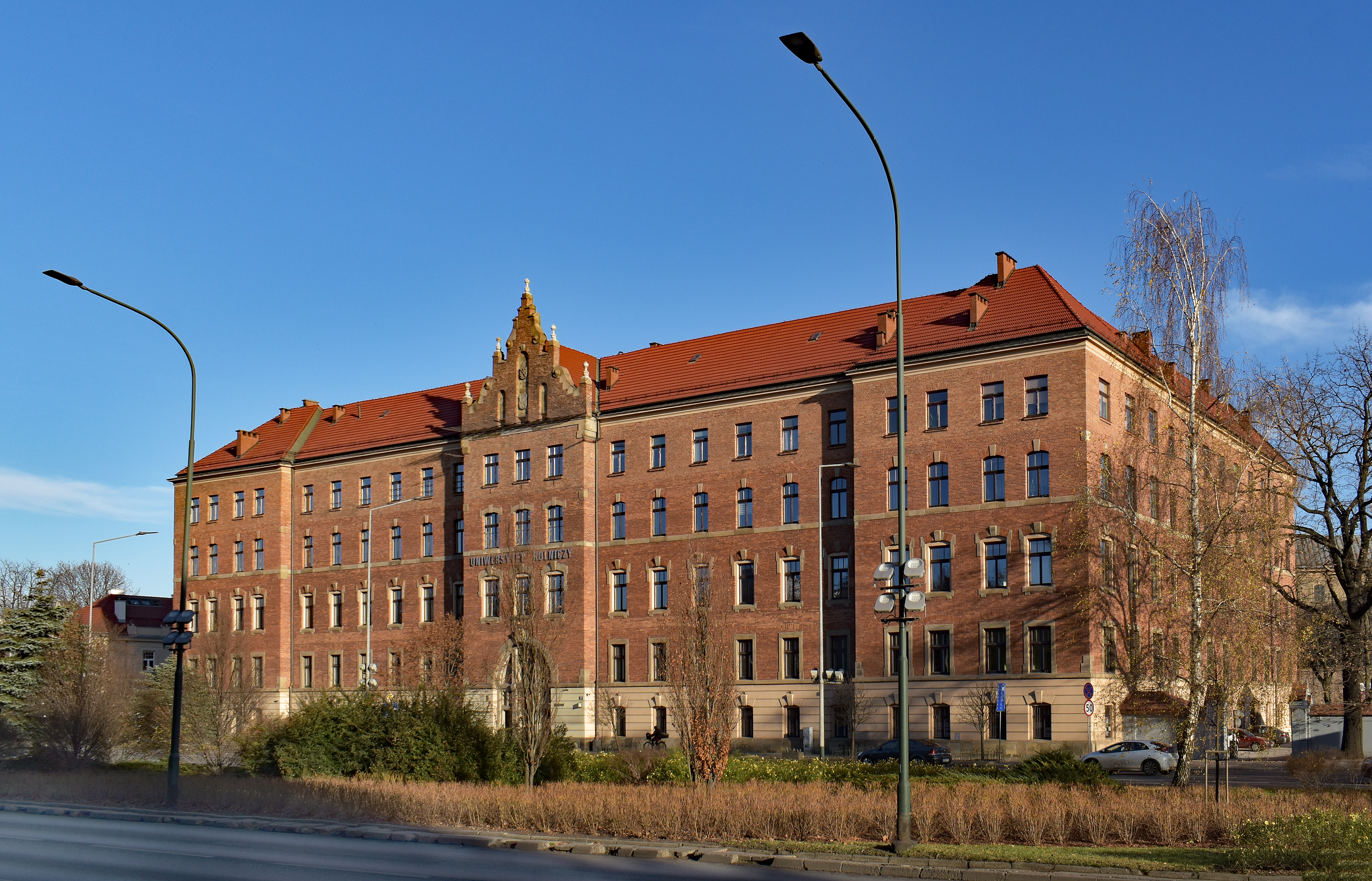
ал. Міцкевича 21 Будинок колишнього Collegium Agronomicum ЯУ. Нині Collegium Godlewskiego СУ
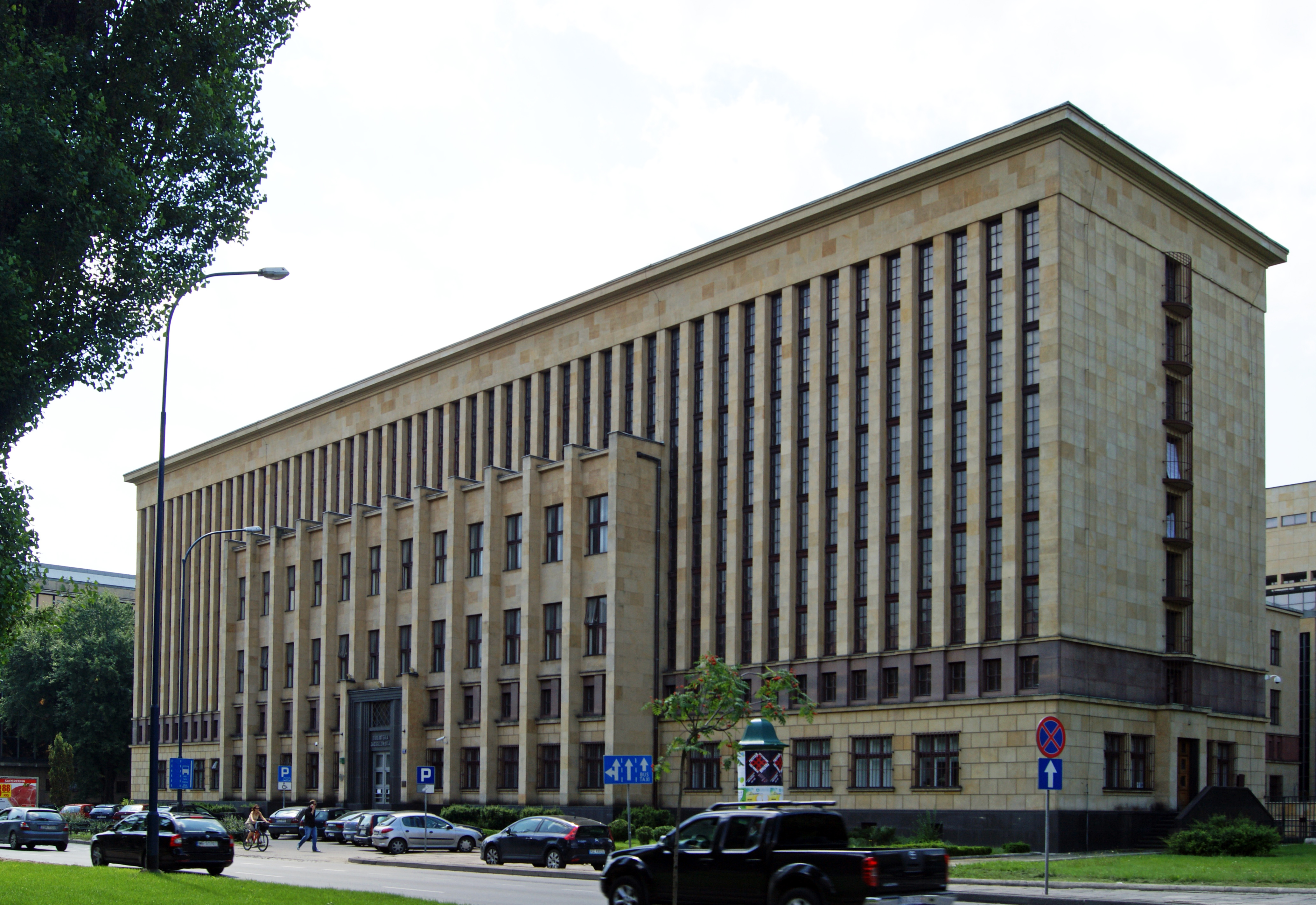
ал. Міцкевича 22 Будинок бібліотеки ЯУ (стара).
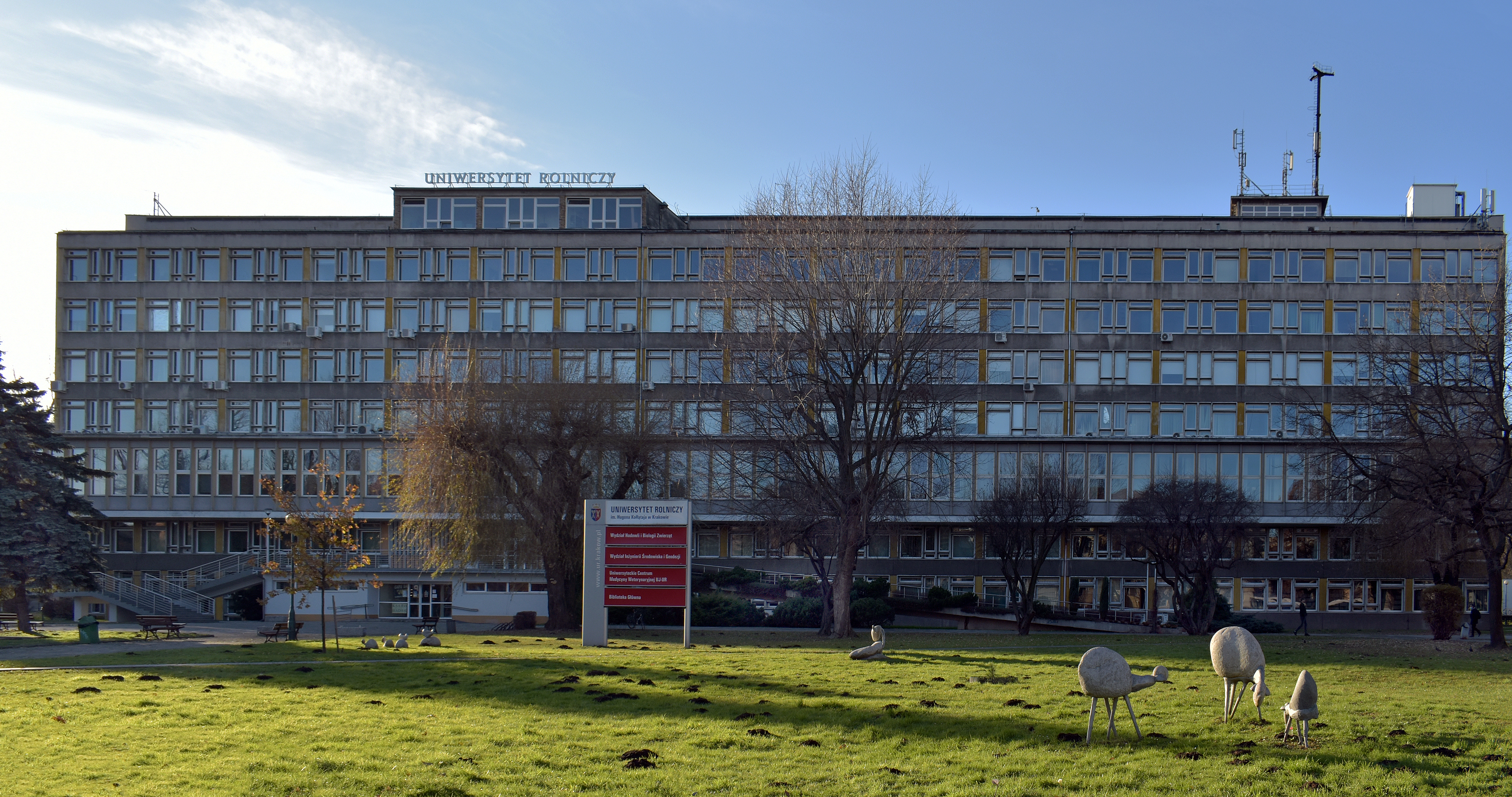
ал. Міцкевича 24-28 Будинок Відділу Годування і Біології Звірів СУ.
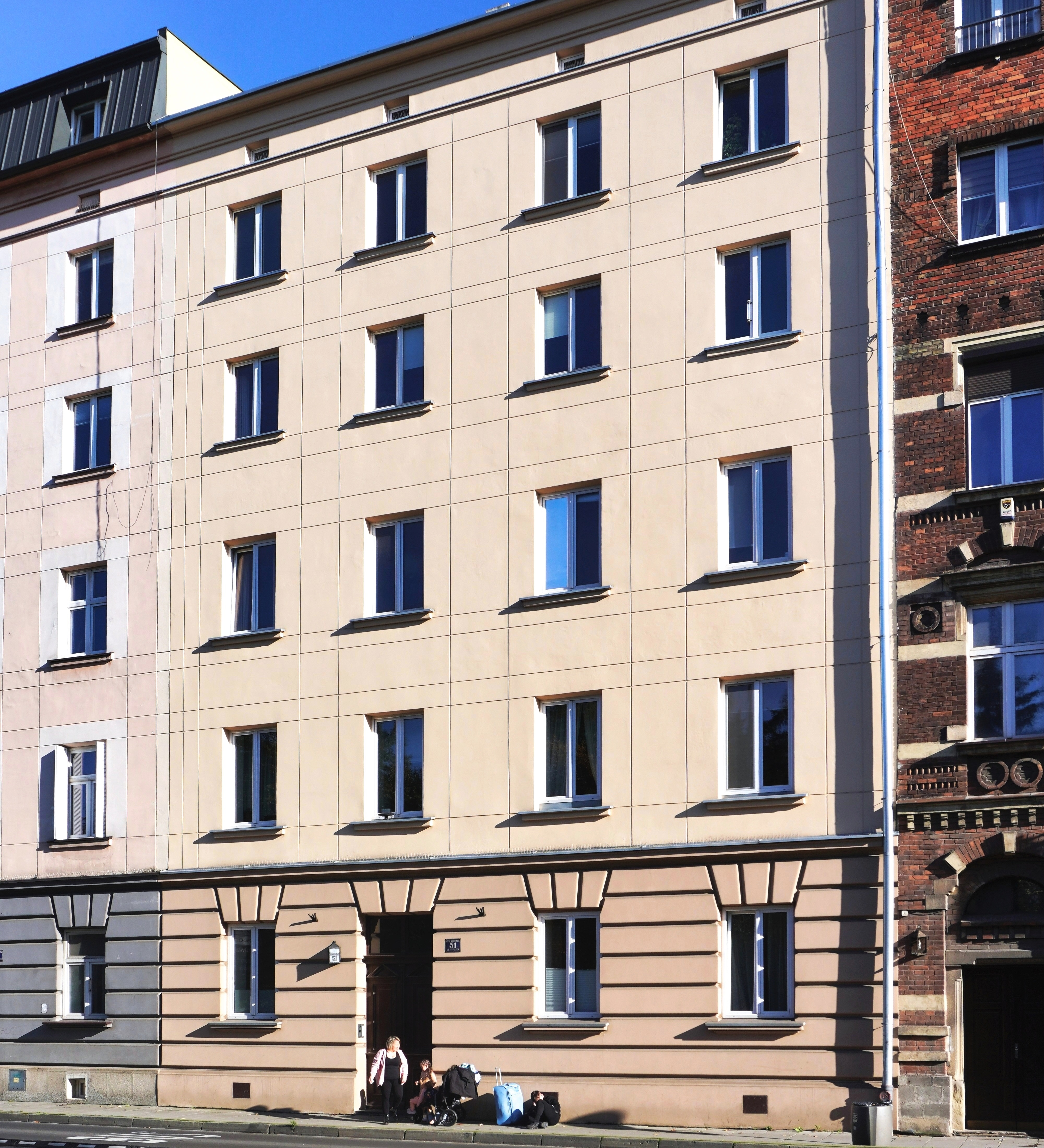
ал. Міцкевича 51 Кам'яниця доходна
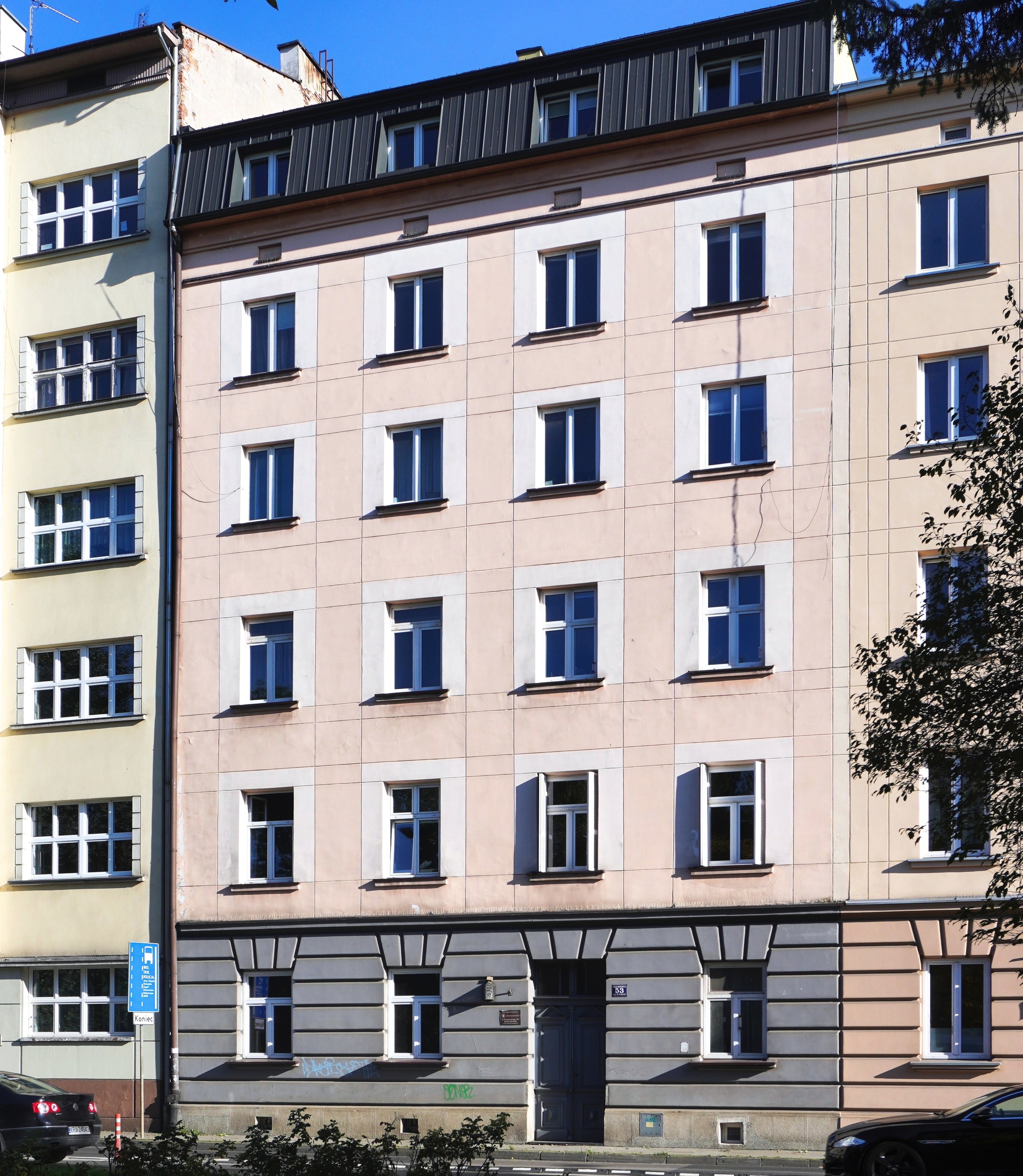
ал. Міцкевича 53 Кам'яниця доходна
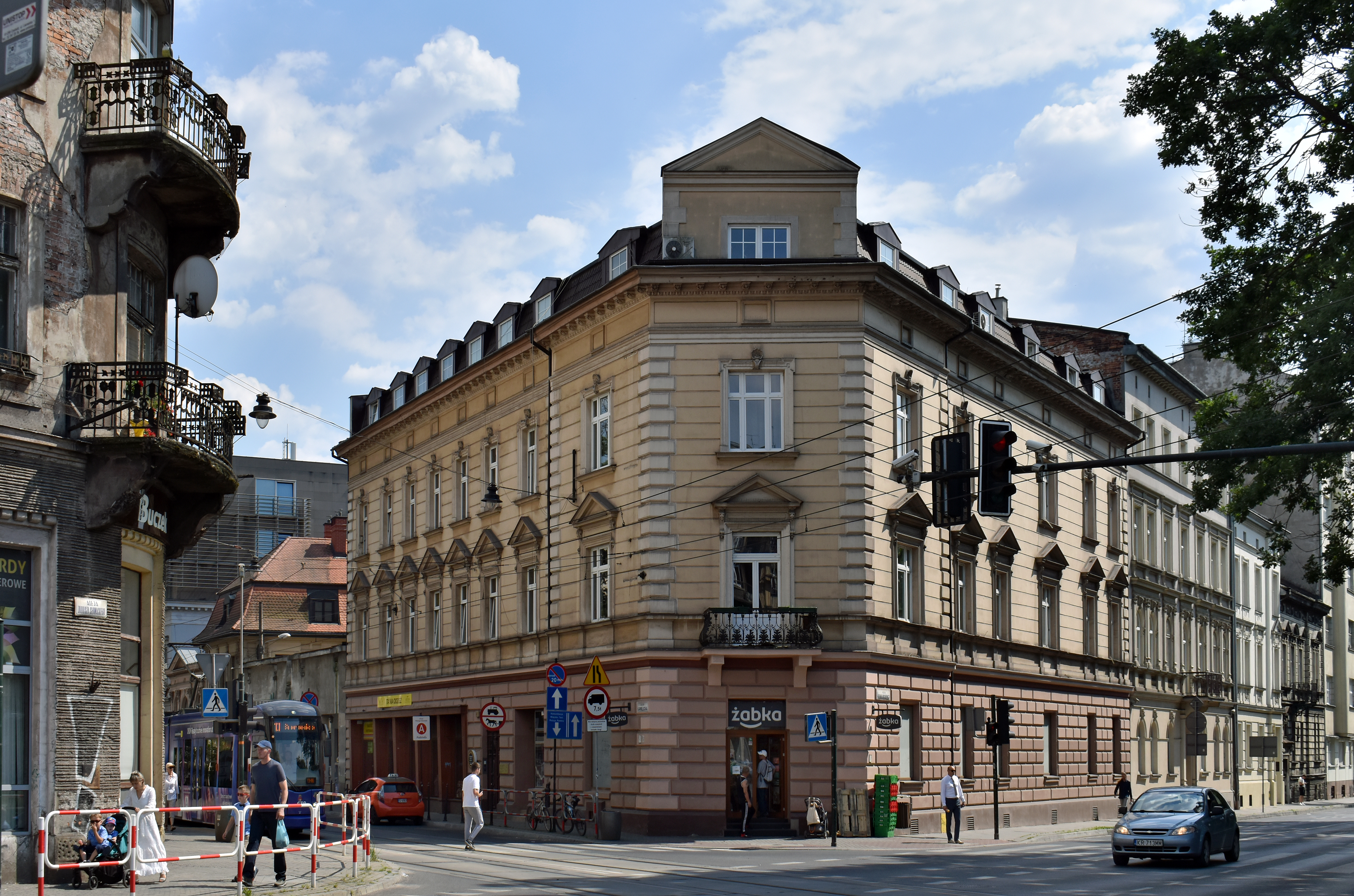
ал. Міцкевича 63 (вул. Кармелитська 70) Кам'яниця доходна
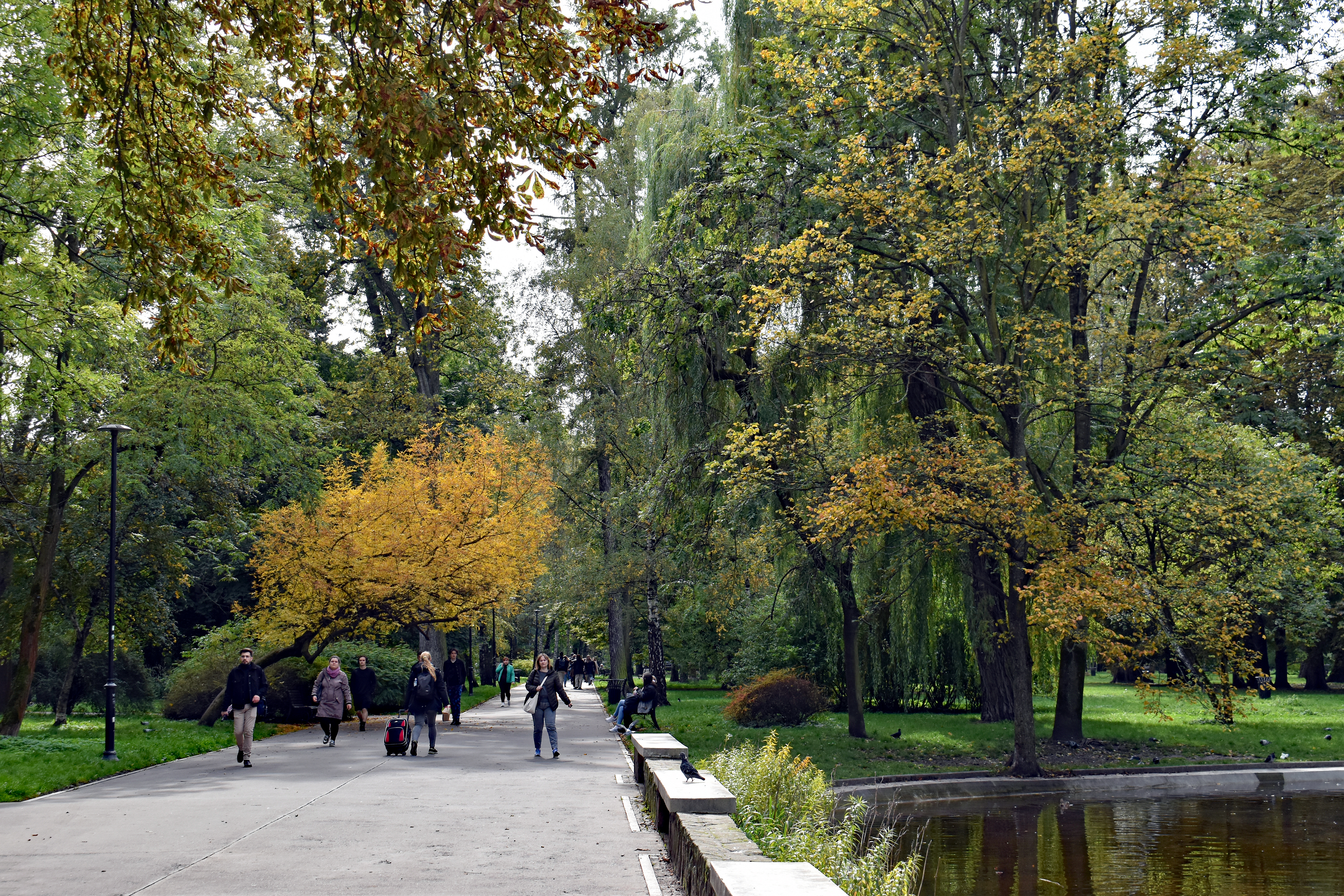
ал. Міцкевича (пл. Інвалідів) Парк Краківський
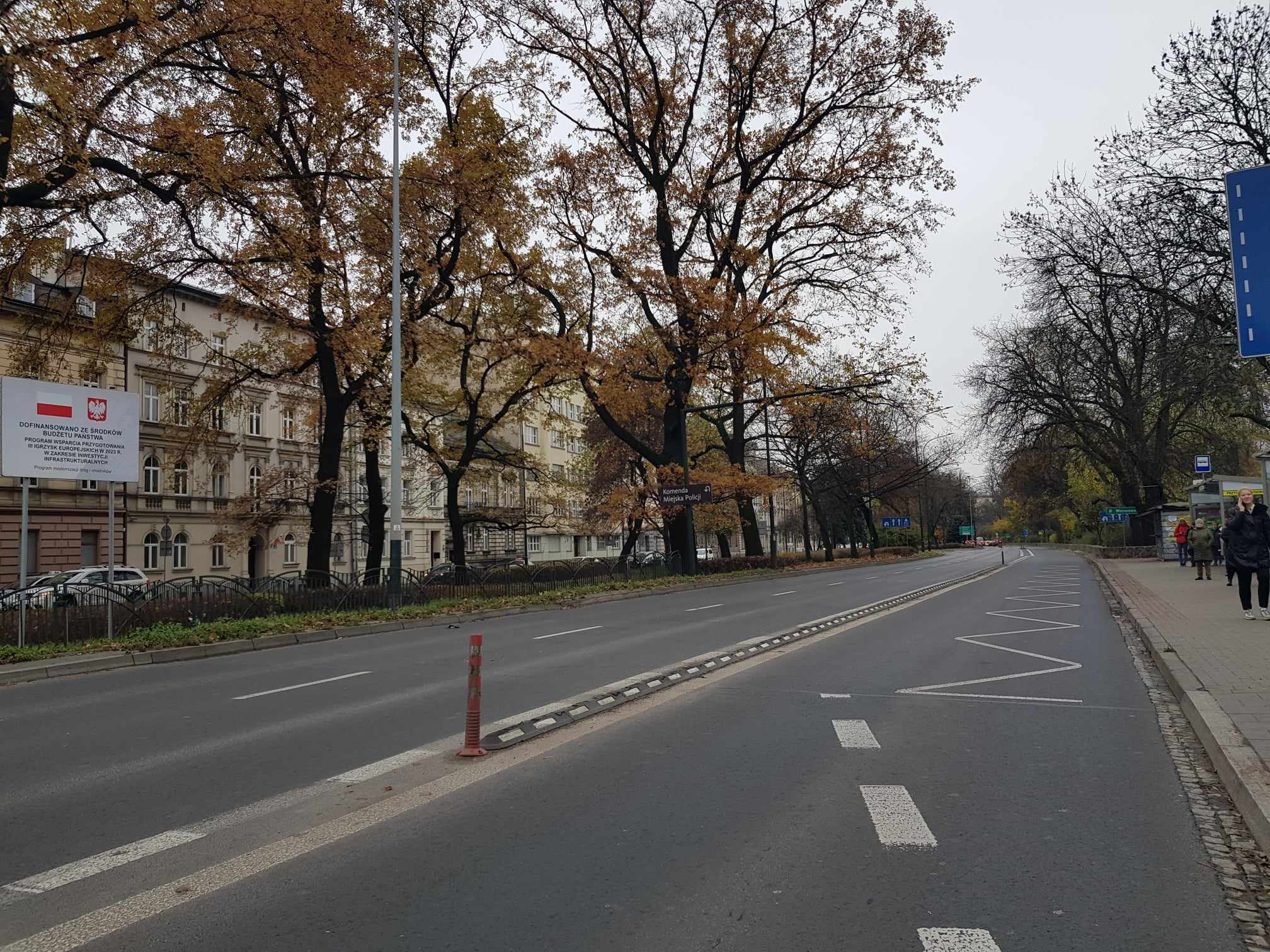
ал. Міцкевича біля пл. Інвалідів